# 島原市立第五小学校
島原市立第五小学校（しまばらしりつ だいごしょうがっこう）は、長崎県島原市大下町にある公立小学校。略称は「島五小」・「第五小」・「五小」。島原市南部、南島原市深江地区と接する安中地区にある。

## 概要
歴史
1882年（明治15年）に創立。2012年（平成24年）に創立130周年を迎えた。
学校教育目標
校章
梅の花弁を背景にして、中央に校名の「五小」の文字（縦書き）を置いている。
校歌
作詞は西島宏、作曲は山口健作による。歌詞は3番まであり、校名は歌詞中に登場しない。
校区
島原市の後に「北上木場町、南上木場町、白谷町、仁田町、天神元町、門内町、札の元町、大下町、新湊１丁目、新湊２丁目、浜の町、鎌田町、南安徳町、中安徳町、北安徳町、南崩山町、梅園町、船泊町、秩父が浦町、親和町」の続く地域。中学校区は島原市立第三中学校。

## 沿革
旧・中木場小学校
- 1879年（明治12年）- 中木場村に本田芳雄宅に私塾「廣文亭（弘文堂）」が開校。
- 1882年（明治15年）- 中木場村に「公立中等園田小学校」が開校。馬場に安徳分教場を設置。
- 1886年（明治19年）9月 - 小学校令の施行により、「尋常中木場小学校」に改称。
  - この時、島原村に「長崎県第八高等小学校」が設置され、尋常小学校を卒業し高等小学校進学を希望する者は通学することとなる。
- 1889年（明治22年）4月1日 - 町村制の施行により、安徳村と中木場村が統合され「安中村」が発足。安中村立の小学校となる。
- 1892年（明治25年）5月 - 札之元に新校舎が完成し移転を完了。「中木場尋常小学校」に改称（「尋常」の位置が変更）。
  - 長崎県第八高等小学校が廃止され、組合立島原高等小学校が設立される。
- 1893年（明治26年）4月1日 - 安徳分教場が分離し、安徳尋常小学校として独立。
- 1898年（明治31年）5月31日 - 補習科（修業年限2年）を設置。
- 1904年（明治37年）1月21日 - 尋常科3・4年の女児を対象に裁縫科を設置。
- 1908年（明治41年）4月1日 - 小学校令の改正により、義務教育年限（尋常科の修業年限）が4年から6年に延長されたため、尋常科5年を新設。
- 1909年（明治42年）4月1日 - 尋常科6年を新設。
- 1916年（大正5年）4月 - 中木場農業補習学校を併設。
- 1919年（大正8年）4月1日 - 高等科を併置し、「中木場尋常高等小学校」に改称（尋常科6年・高等科2年）。
- 1926年（大正15年）4月 - 併設の農業補習学校が青年訓練認定の実業補習学校となる。
- 1927年（昭和2年）3月31日 - 安徳尋常高等小学校との統合により閉校。

旧・安徳小学校
- 1882年（明治15年）- 安徳村馬場に「公立中等園田小学校 安徳分教場」が設置される。
- 1886年（明治19年）9月 - 小学校令の施行により、「尋常中木場小学校 安徳分教場」に改称。
- 1889年（明治22年）4月1日 - 町村制の施行により、安徳村と中木場村が統合され「安中村」が発足。安中村立の小学校となる。
- 1892年（明治25年）5月 -「中木場尋常小学校 安徳分教場」に改称。
- 1893年（明治26年）4月1日 - 中木場尋常小学校から分離し、「安徳尋常小学校」として独立。
- 1895年（明治28年）- 校舎を改築。
- 1908年（明治41年）4月1日 - 小学校令の改正により、義務教育年限（尋常科の修業年限）が4年から6年に延長されたため、尋常科5年を新設。
- 1909年（明治42年）4月1日 - 尋常科6年を新設。
- 1919年（大正8年）4月1日 - 高等科を併置し、「安徳尋常高等小学校」に改称（尋常科6年・高等科2年）。
- 1920年（大正9年）4月1日 - 安徳農業補習学校を併設。
- 1926年（大正15年）4月 - 併設の農業補習学校が青年訓練認定の実業補習学校となる。
- 1927年（昭和2年）3月31日 - 中木場尋常高等小学校との統合により閉校。

統合
- 1927年（昭和2年）4月1日 - 上記2校（中木場・安徳）が統合され、「安中尋常高等小学校」が開校。
  - 旧両校の農業補習学校も同時に統合され「安中農業補習学校」となる。
- 1928年（昭和3年） - 新校舎が完成。
- 1935年（昭和10年）6月 - 青年学校令の施行により、併設の農業補習学校が「安中青年学校」に改称。
- 1940年（昭和15年）4月1日 - 島原町・杉谷村・安中村が合併し島原市が発足。これにより島原市立の小学校となる。
- 1941年（昭和16年）4月1日 - 国民学校令の施行により、「島原市第五国民学校」に改称。尋常科を初等科に改める（初等科6年・高等科2年）。
- 1947年（昭和22年）4月1日 - 学制改革（六・三制の実施）が行われる。
  - 島原市第五国民学校の初等科が改組され、「島原市立第五小学校」（現校名）となる。
  - 島場市第五国民学校の高等科は青年学校の普通科と統合され、「島原市立第三中学校」となる。当初第三中学校は第五小学校に併設される。
- 1950年（昭和25年）- 図書館が完成。
- 1951年（昭和26年）- 校地を拡張。
- 1956年（昭和31年）- 完全給食を開始。
- 1959年（昭和34年）- 第3棟が完成。
- 1963年（昭和38年）- 鉄筋コンクリート造2階建て校舎（第1棟）が完成。
- 1968年（昭和43年）4月1日 - 特殊学級を設置。給食の脱脂粉乳が牛乳に変更となる。
- 1970年（昭和45年）- プールが完成。
- 1977年（昭和52年）- 体育館が完成。週1回の米飯給食を開始。
- 1978年（昭和53年）- 運動場を拡張。
- 1979年（昭和54年）5月9日 - 特別教室棟が完成。
- 1982年（昭和57年）- 創立100周年記念式典を挙行。
- 1984年（昭和59年）4月28日 - 鉄筋コンクリート造3階建ての新校舎（第2棟）が完成。
- 1990年（平成2年）11月7日 - 雲仙普賢岳が噴火活動を開始。
- 1991年（平成3年）
  - 6月3日 - 大規模火砕流が発生。後に「いのりの日」に制定される。
  - 8月から1995年（平成7年）10月までの間 - 断続的に仮設校舎での授業を実施。
- 1994年（平成6年）4月 - 地震想定の避難訓練の様子をドイツの放送局に取材される。
- 1996年（平成8年）9月 - 仮設校舎の使用を終了。本校舎への全面復帰を果たす。コンピュータを導入。
- 1999年（平成11年）6月 - 校内に（雲仙岳噴火）災害資料室を開設。
- 2006年（平成18年）6月3日 - 国際火山都市会議のプレイベントとして島原市立第四小学校と協力して「いのりの日」子ども発表会を開催[2]。
- 2010年（平成22年）3月 - 電子黒板を導入。

## 交通アクセス
最寄りのバス停
- 島鉄バス 島原市内線など「五小前」「中木場」バス停

最寄りの国道・県道
- 国道57号（がまだすロード）「島原市中木場」交差点

## 周辺
- 中木場保育園
- 安中幼稚園
- 島原市立第三中学校
- （私立）島原中央高等学校
- 長崎県立島原特別支援学校高等部
- 島原自動車学校